# Liste der britischen Abgeordneten zum EU-Parlament (2014–2019)
Die Liste der britischen Abgeordneten zum EU-Parlament (2014–2019) listet alle britischen Mitglieder des 8. Europäischen Parlamentes nach der Europawahl im Vereinigten Königreich 2014 auf.

## Mandatsstärke der Parteien
| Sitzverteilung zum 1. Juli 2014  | Sitzverteilung zum 1. Juli 2014 | Sitzverteilung zum 1. Juli 2014 | Sitzverteilung zum 1. Juli 2019  | Sitzverteilung zum 1. Juli 2019 | Sitzverteilung zum 1. Juli 2019 |
| Nationale Partei                 | Fraktion                        | Mandate                         | Nationale Partei                 | Fraktion                        | Mandate                         |
| -------------------------------- | ------------------------------- | ------------------------------- | -------------------------------- | ------------------------------- | ------------------------------- |
| UKIP                             | EFDD                            | 24                              |                                  |                                 |                                 |
| UKIP                             | EFDD                            | 24                              | UKIP                             | _ ENF                           | 02                              |
| UKIP                             | EFDD                            | 24                              | parteilos                        | _ ENF                           | 02                              |
| UKIP                             | EFDD                            | 24                              | UKIP                             | _ NI                            | 01                              |
| UKIP                             | EFDD                            | 24                              | parteilos                        | _ NI                            | 01                              |
| UKIP                             | EFDD                            | 24                              | Brexit Party                     | EFDD                            | 14                              |
| UKIP                             | EFDD                            | 24                              | parteilos                        | EFDD                            | 02                              |
| UKIP                             | EFDD                            | 24                              | SDP                              | EFDD                            | 01                              |
| UKIP                             | EFDD                            | 24                              | Conservative Party               | EKR                             | 01                              |
| Labour Party                     | S&D                             | 20                              | Labour Party                     | S&D                             | 18 1                            |
| Conservative Party               | EKR                             | 19                              |                                  |                                 |                                 |
| Conservative Party               | EKR                             | 19                              | Conservative Party               | EKR                             | 17                              |
| Conservative Party               | EKR                             | 19                              | Conservative Party               | _ EVP                           | 01                              |
| Conservative Party               | EKR                             | 19                              | TIG                              | _ EVP                           | 01                              |
| Green Party of England and Wales | G–EFA                           | 03                              | Green Party of England and Wales | G–EFA                           | 03                              |
| Scottish National Party          | G–EFA                           | 02                              | Scottish National Party          | G–EFA                           | 02                              |
| Liberal Democrats                | RE                              | 01                              | Liberal Democrats                | RE                              | 01                              |
| Sinn Féin                        | GUE-NGL                         | 01                              | Sinn Féin                        | GUE-NGL                         | 01                              |
| Democratic Unionist Party        | NI                              | 01                              | Democratic Unionist Party        | NI                              | 01                              |
| Plaid Cymru                      | G–EFA                           | 01                              | Plaid Cymru                      | G–EFA                           | 01                              |
| Ulster Unionist Party            | EKR                             | 01                              | Ulster Unionist Party            | EKR                             | 01                              |
| SUMME                            |                                 | 73                              |                                  |                                 | 71 1                            |

## Abgeordnete
| Bild | Name                     | geb. | MEP seit      | Partei                                              | Fraktion            | Kommentar |
| ---- | ------------------------ | ---- | ------------- | --------------------------------------------------- | ------------------- | --- |
|      | Stuart Agnew             | 1949 | 1. Juli 2014  | UKIP                                                | _ EFDD _ ENF        | 16. bis 19. Oktober 2014 fraktionslos; bis 15. Januar 2019 EFDD-Fraktionsmitglied |
|      | Tim Mark Aker            | 1985 | 1. Juli 2014  | UKIP/Thurrock Independents/Brexit                   | EFDD                | 16. bis 19. Oktober 2014 fraktionslos; bis 5. Dezember 2018 UKIP-Mitglied, ab 12. Februar 2019 Brexit-Mitglied |
|      | Lucy Anderson            | 1959 | 1. Juli 2014  | Labour                                              | S&D                 | |
|      | Martina Anderson         | 1962 | 1. Juli 2014  | Sinn Féin                                           | GUE-NGL             | |
|      | Jonathan Arnott          | 1981 | 1. Juli 2014  | UKIP/parteilos/Brexit                               | EFDD                | 16. bis 19. Oktober 2014 fraktionslos; bis 18. Januar 2018 UKIP-Mitglied, ab dem 17. April 2019 Brexit-Mitglied |
|      | Richard Ashworth         | 1947 | 1. Juli 2014  | Conservatives/TIG                                   | _ EKR _ EVP         | Fraktionswechsel zum 28. Februar 2018, Parteiwechsel zum 1. April 2019 |
|      | Janice Atkinson          | 1962 | 1. Juli 2014  | UKIP/parteilos                                      | _ EFDD _ ENF        | 16. bis 19. Oktober 2014 fraktionslos, Parteiausschluss im März 2015, Fraktionswechsel am 15. Juni 2015 |
|      | Amjad Bashir             | 1952 | 1. Juli 2014  | UKIP/Conservatives                                  | _ EFDD _ EKR        | 16. bis 19. Oktober 2014 fraktionslos, Fraktionswechsel am 23. Januar 2015, Parteiwechsel am 29. Januar 2015 |
|      | Gerard Batten            | 1954 | 1. Juli 2014  | UKIP                                                | _ EFDD _ NI _ ENF   | vom 16. bis zum 19. Oktober 2014 und vom 8. Dezember 2018 bis zum 15. Januar 2019 fraktionslos; ab dem 16. Januar 2019 ENF-Fraktionsmitglied                                                                                |
|      | Catherine Bearder        | 1949 | 1. Juli 2014  | LibDem                                              | ALDE                | |
|      | Louise Bours             | 1968 | 1. Juli 2014  | UKIP/parteilos                                      | EFDD                | 16. bis 19. Oktober 2014 fraktionslos; am 22. November 2018 Parteiaustritt |
|      | Philip Bradbourn         | 1951 | 1. Juli 2014  | Conservatives                                       | _ EKR               | am 19. Dezember 2014 verstorben |
|      | Paul Brannen             | 1962 | 1. Juli 2014  | Labour                                              | S&D                 | |
|      | Jonathan Bullock         | 1963 | 1. Aug. 2017  | UKIP/parteilos/Brexit                               | EFDD                | nachgerückt am 1. August 2017 für Roger Helmer, bis 9. Dezember 2018 UKIP, ab 13. Februar 2019 Brexit-Mitglied |
|      | David Campbell Bannerman | 1960 | 1. Juli 2014  | Conservatives                                       | _ EKR               | |
|      | James Carver             | 1969 | 1. Juli 2014  | UKIP/parteilos                                      | _ EFDD _ NI _ EFDD  | bis 27. Mai 2018 UKIP; 16. bis 19. Oktober 2014 und 28. Mai 2018 bis 9. Januar 2019 fraktionslos |
|      | David Coburn             | 1959 | 1. Juli 2014  | UKIP/parteilos/Brexit                               | EFDD                | 16. bis 19. Oktober 2014 fraktionslos; bis 8. Januar 2019 UKIP, ab 12. Februar 2019 Brexit-Mitglied |
|      | Jane Collins             | 1962 | 1. Juli 2014  | UKIP/Brexit                                         | _ EFDD _ ENF _ EFDD | 16. bis 19. Oktober 2014 fraktionslos; bis 15. Januar 2019 EFDD-Fraktionsmitglied; vom 16. Januar bis zum 16. April 2019 ENF-Fraktionsmitglied; ab dem 17. April 2019 wieder Mitglied der EFDD-Fraktion und Brexit-Mitglied |
|      | Richard Corbett          | 1955 | 1. Juli 2014  | Labour                                              | S&D                 | |
|      | Daniel Dalton            | 1974 | 8. Jan. 2015  | Conservatives                                       | _ EKR               | nachgerückt am 8. Januar 2015 für Philip Bradbourn |
|      | Seb Dance                | 1981 | 1. Juli 2014  | Labour                                              | S&D                 | |
|      | Nirj Deva                | 1948 | 1. Juli 2014  | Conservatives                                       | _ EKR               | |
|      | Anneliese Dodds          | 1978 | 1. Juli 2014  | Labour                                              | S&D                 | ausgeschieden am 8. Juni 2017, Wechsel ins britische Unterhaus |
|      | Diane Dodds              | 1958 | 1. Juli 2014  | DUP                                                 | NI                  | |
|      | Ian Duncan               | 1973 | 1. Juli 2014  | Conservatives                                       | _ EKR               | ausgeschieden am 22. Juni 2017 |
|      | Bill Etheridge           | 1970 | 1. Juli 2014  | UKIP / Thurrock Independents / Libertarian / Brexit | EFDD                | 16. bis 19. Oktober 2014 fraktionslos; bis 1. Oktober 2018 UKIP, bis 7. Oktober 2018 Thurrock, bis 12. Februar 2019 Libertarian, danach Brexit                                                                              |
|      | Jill Evans               | 1959 | 1. Juli 2014  | PC                                                  | G–EFA               | |
|      | Nigel Farage             | 1964 | 1. Juli 2014  | UKIP / parteilos / Brexit                           | EFDD                | 16. bis 19. Oktober 2014 fraktionslos; bis 4. Dezember 2018 UKIP, ab 12. Februar 2019 Brexit-Mitglied |
|      | Raymond Finch            | 1963 | 1. Juli 2014  | UKIP/Brexit                                         | EFDD                | 16. bis 19. Oktober 2014 fraktionslos; am 17. April 2019 Parteiübertritt, |
|      | John Flack               | 1957 | 28. Juni 2017 | Conservatives                                       | _ EKR               | nachgerückt am 28. Juni 2017 für Vicky Ford |
|      | Vicky Ford               | 1967 | 1. Juli 2014  | Conservatives                                       | _ EKR               | ausgeschieden am 8. Juni 2017 |
|      | Jacqueline Foster        | 1947 | 1. Juli 2014  | Conservatives                                       | _ EKR               | |
|      | Ashley Fox               | 1969 | 1. Juli 2014  | Conservatives                                       | _ EKR               | |
|      | Nathan Gill              | 1973 | 1. Juli 2014  | UKIP / parteilos / Brexit                           | EFDD                | 16. bis 19. Oktober 2014 fraktionslos; bis 6. Dezember 2018 UKIP, ab 12. Februar 2019 Brexit-Mitglied |
|      | Neena Gill               | 1956 | 1. Juli 2014  | Labour                                              | S&D                 | |
|      | Julie Girling            | 1956 | 1. Juli 2014  | Conservatives                                       | _ EKR _ EVP         | Fraktionswechsel zum 28. Februar 2018 |
|      | Theresa Griffin          | 1962 | 1. Juli 2014  | Labour                                              | S&D                 | |
|      | Daniel Hannan            | 1971 | 1. Juli 2014} | Conservatives                                       | EKR                 | |
|      | Roger Helmer             | 1944 | 1. Juli 2014  | UKIP                                                | EFDD                | ausgeschieden am 31. Juli 2017 |
|      | Mary Honeyball           | 1952 | 1. Juli 2014  | Labour                                              | S&D                 | |
|      | Mike Hookem              | 1953 | 1. Juli 2014  | UKIP                                                | _ EFDD _ NI         | zwischen dem 16. und 19. Oktober 2014 und ab dem 20. Januar 2019 fraktionslos; EFDD-Fraktionsmitglied bis zum 16. Januar 2019                                                                                               |
|      | John Howarth             | 1958 | 30. Juni 2017 | Labour                                              | S&D                 | nachgerückt am 30. Juni 2017 für Anneliese Dodds |
|      | Richard Howitt           | 1961 | 1. Juli 2014  | Labour                                              | S&D                 | ausgeschieden am 1. November 2016 |
|      | Ian Hudghton             | 1951 | 1. Juli 2014  | SNP                                                 | G–EFA               | |
|      | Diane James              | 1959 | 1. Juli 2014  | UKIP/parteilos/Brexit                               | _ EFDD _ NI _ EFDD  | bis 19. November 2016 UKIP; 16. bis 19. Oktober 2014 und 20. November 2016 bis 12. Dezember 2018 fraktionslos; ab dem 5. Februar 2019 Brexit-Mitglied                                                                       |
|      | Syed Salah Kamall        | 1967 | 1. Juli 2014  | Conservatives                                       | EKR                 | |
|      | Sajjad Haider Karim      | 1970 | 1. Juli 2014  | Conservatives                                       | EKR                 | |
|      | Mohammed Afzal Khan      | 1958 | 1. Juli 2014  | Labour                                              | S&D                 | ausgeschieden am 8. Juni 2017 |
|      | Wajid Khan               | 1979 | 29. Juni 2017 | Labour                                              | S&D                 | nachgerückt am 29. Juni 2017 |
|      | Timothy Kirkhope         | 1945 | 1. Juli 2014  | Conservatives                                       | EKR                 | ausgeschieden am 5. Oktober 2016 |
|      | Jude Kirton-Darling      | 1977 | 1. Juli 2014  | Labour                                              | S&D                 | |
|      | Jean Lambert             | 1950 | 1. Juli 2014  | GPEW                                                | G–EFA               | |
|      | William Legge            | 1949 | 1. Juli 2014  | UKIP/parteilos                                      | EFDD                | 16. bis 19. Oktober 2014 fraktionslos; bis 27. November 2018 UKIP |
|      | Andrew Lewer             | 1971 | 1. Juli 2014  | Conservatives                                       | EKR                 | ausgeschieden am 8. Juni 2017 |
|      | David Martin             | 1954 | 1. Juli 2014  | Labour                                              | S&D                 | |
|      | Rupert Matthews          | 1961 | 29. Juni 2017 | Conservatives                                       | EKR                 | nachgerückt am 29. Juni 2017 für Andrew Lewer |
|      | Alex Mayer               | 1981 | 15. Nov. 2016 | Labour                                              | S&D                 | nachgerückt am 15. November 2016 |
|      | Linda McAvan             | 1962 | 15. Nov. 2016 | Labour                                              | S&D                 | ausgeschieden am 18. April 2019 |
|      | Emma McClarkin           | 1978 | 1. Juli 2014  | Conservatives                                       | EKR                 | |
|      | Anthea McIntyre          | 1954 | 1. Juli 2014  | Conservatives                                       | EKR                 | |
|      | Nosheena Mobarik         | 1957 | 8. Sep. 2017  | Conservatives                                       | EKR                 | nachgerückt am 8. September 2017 für Ian Duncan |
|      | Clare Miranda Moody      | 1965 | 1. Juli 2014  | Labour                                              | S&D                 | |
|      | Claude Moraes            | 1965 | 1. Juli 2014  | Labour                                              | S&D                 | |
|      | Jim Nicholson            | 1945 | 1. Juli 2014  | UUP                                                 | EKR                 | |
|      | Paul Nuttall             | 1976 | 1. Juli 2014  | UKIP / parteilos / Brexit                           | EFDD                | 16. bis 19. Oktober 2014 fraktionslos; bis 8. Dezember 2018 UKIP, ab 15. Februar 2019 Brexit-Mitglied |
|      | Patrick O’Flynn          | 1965 | 1. Juli 2014  | UKIP/SDP                                            | EFDD                | 16. bis 19. Oktober 2014 fraktionslos; bis 26. November 2018 UKIP |
|      | Rory Palmer              | 1981 | 3. Okt. 2017  | Labour                                              | S&D                 | nachgerückt am 3. Oktober 2017 für Glenis Willmott |
|      | Margot Parker            | 1943 | 1. Juli 2014  | UKIP/Brexit                                         | EFDD                | 16. bis 19. Oktober 2014 fraktionslos; am 15. April 2019 Parteiübertritt |
|      | John Procter             | 1966 | 17. Nov. 2016 | Conservatives                                       | EKR                 | nachgerückt am 17. November 2016 für Timothy Kirkhope |
|      | Julia Reid               | 1952 | 1. Juli 2014  | UKIP / parteilos / Brexit                           | EFDD                | 16. bis 19. Oktober 2014 fraktionslos; bis 7. Dezember 2018 UKIP, ab 12. Februar 2019 Brexit-Mitglied |
|      | Molly Scott Cato         | 1963 | 1. Juli 2014  | GPEW                                                | G–EFA               | |
|      | Jill Seymour             | 1958 | 1. Juli 2014  | UKIP/Brexit                                         | EFDD                | 16. bis 19. Oktober 2014 fraktionslos; ab 15. April 2019 Brexit-Mitglied |
|      | Sion Llewelyn Simon      | 1968 | 1. Juli 2014  | Labour                                              | S&D                 | |
|      | Alyn Smith               | 1973 | 1. Juli 2014  | SNP                                                 | G–EFA               | |
|      | Catherine Stihler        | 1973 | 1. Juli 2014  | Labour                                              | S&D                 | ausgeschieden am 31. Januar 2019 |
|      | Kay Swinburne            | 1967 | 17. Nov. 2016 | Conservatives                                       | EKR                 | |
|      | Charles Tannock          | 1957 | 1. Juli 2014  | Conservatives                                       | EKR                 | |
|      | Keith Taylor             | 1953 | 1. Juli 2014  | GPEW                                                | G–EFA               | |
|      | Geoffrey Van Orden       | 1945 | 1. Juli 2014  | Conservatives                                       | EKR                 | |
|      | Derek Vaughan            | 1961 | 1. Juli 2014  | Labour                                              | S&D                 | |
|      | Julie Ward               | 1957 | 1. Juli 2014  | Labour                                              | S&D                 | |
|      | Glenis Willmott          | 1951 | 1. Juli 2014  | Labour                                              | S&D                 | ausgeschieden am 2. Oktober 2017 |
|      | Steven Woolfe            | 1957 | 1. Juli 2014  | UKIP/parteilos                                      | _ EFDD _ NI         | am 17. Oktober 2016 Parteiaustritt; bis 23. Oktober 2016 EFDD-Fraktionsmitglied, dabei zwischen dem 16. und 19. Oktober 2014 und ab dem 24. Oktober 2016 fraktionslos                                                       |